# (2404) Antarctica
Antarctica és l'asteroide número 2404. Va ser descobert per l'astrònom Antonín Mrkos des de l'observatori de Klet, l'1 d'octubre de 1980.